# Garcinia mangostana (farmacologia)
Il frutto di Garcinia mangostana (purple mangosteen in inglese) e varie parti della pianta sono usate come farmaco fitoterapico nella medicina tradizionale del sud est asiatico, in virtù delle sue proprietà antinfiammatorie. Le proprietà fitoterapiche sono legate alla presenza di xantoni e diversi polifenoli le cui proprietà farmacologiche sono studiate per lo sviluppo di possibili farmaci.
La letteratura scientifica soprattutto in vitro si è occupata di studiare le proprietà fitoterapiche degli estratti di G. mangostana, tanto che al febbraio 2016 sono oltre 270 gli studi pubblicati sull'argomento.
Gli estratti di G. mangostana, infatti, sono studiati in diversi ambiti della medicina per le documentate proprietà farmacologiche:
1. antiossidanti
2. antitumorali
3. antinfiammatorie e antiallergiche
4. antimicrobiche (batteri, funghi e virus)

## Storia
La G. mangostana è un frutto delle Guttiferae tipico di paesi del Sudest asiatico come Indonesia, Malesia, Sri Lanka, Filippine e Thailandia; talvolta è chiamato "regina dei frutti" ("the queen of fruits").
Gli alberi di mangostano maturi variano in altezza da 6 a 25 m. La produzione della frutta in genere richiede 10 o più anni con una resa di circa 400 frutti per albero, resa che è aumentata negli alberi più vecchi. Il frutto è rotondo, viola scuro o rossastro, e ha una polpa succosa bianca con un sapore leggermente acido e dolce apprezzato da molti.
Esso è stato usato nella medicina tradizionale in diverse indicazioni come: dolore addominale, diarrea, dissenteria, ferite infette suppurate e/o ulcere croniche.
Nel 2008 i preparati fitoterapici della G. mangostana hanno raggiunto i 200 milioni di $ nelle vendite, a dispetto della ridotta letteratura sull'uomo.

## Farmacocinetica
In uno studio sudcoreano del 2015 è stata determinata la farmacocinetica dell'a-mangostin il più importante principio attivo presente nel fitocomplesso G. mangostana.
In modelli animali, per alcuni tessuti pur con una modesta concentrazione serica, a-mangostin mostra un particolare tropismo suggerendone un possibile sviluppo terapeutico.

### Metaboliti
I metaboliti attivi (xantoni) più studiati della G. mangostana sono:
- α-mangostin
- β-mangostin
- γ-mangostin
- garcinone A, B, C, D, e E
- 8-deossi-gartanin
- gartanin
- mangostinone,
- 9-idrossicalabaxantone
- isomangostin

## Farmacodinamica
La G. mangostana è una importante fonte di polifenoli antiossidanti naturali. L'attività antiossidante sembra essere in relazione all'azione della G. mangostana sul fattore di trascrizione cellulare Nrf2, come è dimostrato dall'aumento dell'attività ORAC.
Essa inibisce, inoltre, la produzione della NOS della COX-2 grazie all'inibizione del fattore di trascrizione genica NF-κB.
Una ricerca mostra che il metabolita γ-Mangostin della G. mangostana possiede la proprietà di aumentare l'espressione dell'mRNA codificante i recettori per la serotonina 2A/2C, i muscarinici, gli istaminergici e i bradichininergici, suggerendo diverse potenziali applicazioni terapeutiche nel dolore, nell'infiammazione e in disturbi neuropsichiatrici.
Vi sono dati sperimentali che dimostrano come la G. mangostana e i suoi costituenti attenuino l'infiammazione LPS-mediata negli adipociti e la resistenza all'insulina negli stessi, verosimilmente impedendo l'attivazione di MAPK, NF-κB e AP-1, che sono centrali per la produzione di citochine infiammatorie nel tessuto adiposo.
Il polifenolo (xantone) con maggiori attività biologiche è alfa-mangostin che ha anche attività antiangiogenica.
L'alfa-mangostin si è visto sovraregola (up-regulated) l'espressione del recettore per le LDL (low density lipoprotein receptor) (LDLR) nella microglia e nelle cellule epatiche facilitando la clearance della β-amieloide. Svolge anche un effetto di tipo neuroprotettivo su culture cellularI per un'azione sulle metalloproteasi (MMP).

## Attività terapeutiche
Ricerche secondo l'American Cancer Society, indicano che ad oggi (2016), «non vi è alcuna prova attendibile che il succo di mangostano, purea, o corteccia è efficace come trattamento per il cancro negli esseri umani»". 
Nel 2016, però, è stato pubblicato uno studio su culture di linee cellulari cancro alla cervice dove otto xantoni presenti nel frutto hanno bloccato in fase S la duplicazione delle linee cellulari tumorali, suggerendone un possibile sviluppo futuro come antitumorale.

### Proprietà antinfiammatorie
Diversi studi hanno studiato le proprietà antinfiammatorie della G. mangostana e dei suoi principi attivi. L'isogarcinol, xantone presente nel pericarpo del frutto di Garcinia mangostana, ha mostrato attività antinfiammatoria e immunosoppressiva nell'artrite indotta dal collagene, grazie alla riduzione dei livelli di citochine infiammatorie e di fattori di trascrizione delle stesse.
Una sperimentazione su 60 uomini del 2015 ha dimostrato la capacita di ridurre del 46% la proteina C-reattiva (PCR), in assenza di effetti collaterali sulle funzioni del sistema immunitario, di quello epatico e renale.
Un altro studio sull'uomo conferma il dato sulla riduzione della PCR con la G. mangostana confermando la capacità, in questo caso insieme alla capacità di ridurre il BMI, di ridurre gli aspetti dell'infiammazione in soggetti obesi, infiammazione che è causa di progressione di malattia nella sindrome metabolica.

### Proprietà antimicrobiche
In vitro gli estratti fitoterapici di Garginia mangostana mostrano anche proprietà antimicrobiche, anche sullo Staphylococcus aureus meticillino resistente (MRSA) insieme a ceppi di Staphylococcus aureus meticillino sensibili (MSSA), Enterococcus vancomicina resistente (VRE) ed Enterococcus vancomicina sensibile (VSE); oltre anche a proprietà antimalariche.
Possiede anche un'attività inibente il biofilm prodotto dallo Streptococcus mutans nel cavo orale, suggerendo un'attività anticarie.
Possiede proprietà inibenti la produzione del biofilm prodotto dal Propionibacterium acnes batterio responsabile dell'acne insieme alla Staphylococcus epidermidis.
In uno studio in vivo su 10 pazienti mostra proprietà anti acne terapeuticamente interessanti. 
Altri studi in vitro confermato ciò grazie all'attività antibatterica dell'alfa-mangostina che bloccherebbe le citochine infiammatorie come il TNF alfa.
Possiede in associazione con la penicillina G attività sinergica anti-leptospira.

## Interazioni
La G. mangostana ha un effetto inibente sui citocromi P450 CYP1A1, CYP1A2, CYP2E1 e CYP3A11 in misura minore del pompelmo e dell'ananas.

## Gravidanza e allattamento
Non esiste alcuna pubblicazione circa l'uso in gravidanza della G. mangostana, come sempre in gravidanza vale un criterio di prudenza.